# تری مک‌مین
تری مک‌مین (به انگلیسی: Teri McMinn) بازیگر آمریکایی است که برای بازی در نقش پم در کشتار با اره‌برقی در تگزاس و دخترخاله سارا شناخته شده است.

## زندگی و حرفه
تری مک‌مین در هیوستون تگزاس متولد و بزرگ شد و از کودکی به هنر علاقه نشان می‌داد. وی به دانشگاه تگزاس در آستین و دانشگاه سنت ادواردز رفت. توبی هوپر و کیم هنکل کارگردان و تهیه‌کننده فیلم کشتار با اره‌برقی در تگزاس پس از دیدن مقاله‌ای در مورد تری در یک روزنامهٔ محلی متوجه او شده و پس از یک تست بازیگری بازی در نقش «پم» در این فیلم را به او پیشنهاد دادند.